# اوبردو، کبک
اوبردو (به فرانسوی: Huberdeau) شهری در منطقه شهری له لورانتید ناحیه لورانتید در استان کبک کانادا است. در سرشماری سال ۲۰۱۱ این شهر ۹۷۸ نفر جمعیت داشته‌است و مساحت آن ۵۷٫۱۸ کیلومتر مربع است.